# Mary Lattimore
Mary Lattimore (née en 1980) est une harpiste américaine, de formation classique, qui vit à Los Angeles, en Californie. En plus de son travail en solo et de ses collaborations avec le musicien de Philadelphie Jeff Zeigler, elle a joué avec des musiciens indépendants réputés, tels que Thurston Moore, Kurt Vile et Steve Gunn,.

## Biographie
Originaire d'Asheville, en Caroline du Nord, Lattimore a été élevé dans l'ouest de la Caroline du Nord. Sa mère était également harpiste, c'est pourquoi Mary a appris à jouer de la harpe à l'âge de 11 ans. Elle n'était pas très intéressée au début, mais cela a commencé à changer à mesure qu'elle progressait. Elle a étudié à l'Eastman School of Music et y a travaillé à la radio universitaire.

### Carrière musicale
Lattimore cite comme influences Ravel, Debussy, Marcel Tournier, mais aussi The Cure ou Brian Eno. Elle aime utiliser des pédales d’effet et des expérimentations sonores.
L'une des premières activités musicales de Lattimore a été sa contribution au Valerie Project, qui a sorti son premier album éponyme en 2007. Cet album se voulait une bande originale alternative au film Valerie and Her Week of Wonders.
Lattimore a sorti son premier opus solo en 2012, une cassette éponyme, sur le label de Fred Thomas, Life Like. L'année suivante, cet album a été réédité par Desire Path Recordings sous le nom de The Withdrawing Room .
En 2014, Lattimore et Zeigler ont sorti Slant of Light sur Thrill Jockey.
Cette année-là également, Lattimore a reçu une bourse du Pew Fellowship, qu'elle a utilisée pour voyager en Californie et au Texas. Elle en a profité pour enregistrer l'album At the Dam, qui est sorti sur Ghostly International en 2016. Le titre de l'album est tiré d'un le livre de 1979 de Joan Didion, The White Album, un essai sur le barrage Hoover.
Le 18 mai 2018, Lattimore a sorti l'album Hundreds of Days, qui a été acclamé par la critique,. Lors d’un festival en 2019, elle a rencontré Neil Halstead, guitariste du groupe rock Slowdive, et parallèlement songwriter folk et producteur. De leur collaboration est né l'album Silver Ladders, enregistré dans le studio du guitariste à Newquay, une station balnéaire des Cornouailles, et sorti en 2020 sur Ghostly International.
Le travail à la harpe de Lattimore est présenté dans un épisode d' Atlas Obscura sorti en 2021''. Sur l'album Other You de Steve Gunn (Matador, 30 août 2021), elle a contribué à "Sugar Kiss", un duo instrumental.

## Discographie

### Albums studios
- 2013 : The Withdrawing Room (Desire Path Recordings)
- 2016 : At the Dam (Ghostly International)
- 2018 : Hundreds of Days (Ghostly International)
- 2020 : Silver Ladders (Ghostly International)
- 2023 : Goodbye, Hotel Arkada (Ghostly International)

### Compilations
- 2021 : Collected Pieces: 2015-2020 (Ghostly International)

### Albums collaboratifs
- 2014 : Slant of Light (Mary Lattimore and Jeff Zeigler) (Thrill Jockey)
- 2016 : Terelan Canyon (Mary Lattimore and Maxwell August Croy) (Constellation Tatsu)
- 2018 : Ghost Forests (Mary Lattimore and Meg Baird) (Three Lobed Recordings)
- 2019 : New Rain Duets (Mary Lattimore and Mac McCaughan) (Three Lobed Recordings)
- 2022 : West Kensington (Mary Lattimore and Paul Sukeena) (Three Lobed Recordings)
- 2024 : Rain on the Road (Mary Lattimore and Walt McClements) (Thrill Jockey)